# Гауридаса Пандит
Гаурида́са Па́ндит (IAST: Gaurīdāsa Paṇḍita) — кришнаитский святой, живший в Бенгалии в конце XV — первой половине XVI века. Принадлежит к группе двенадцати кришнаитских святых двадаша-гопал. В «Гаура-ганоддеша-дипике» сказано, что прежде он был Субалой, одним из друзей-пастушков Кришны и Баларамы во Вриндаване. Кришнадаса Кавираджа пишет, что Гауридаса Пандит «полностью предал себя лотосным стопам Нитьянанды Прабху, забыв про кастовые деления и религиозные традиции. Господь Чайтанья и Господь Нитьянанда Прабху были самым дорогим в его жизни».

## Биография
Гауридаса Пандит родился в деревне Амбика-калана недалеко от города Шантипура в современном округе Бардхаман в Западной Бенгалии. Амбика-калана расположена на противоположном от Шантипура берегу Ганги. Место, в котором расположена деревня, называется Амбика, а поскольку вся местность носит название Калана, деревня получила название Амбика-калана. Отца Гауридасы звали Камсари Мишра, а мать — Камаладеви. Гауридаса был младшим братом Сурьядасы Саракхелы.
Описывается, что Гауридаса Пандит всегда находился под покровительством царя Кришнадасы, сына Харихоры. Гауридаса жил какое-то время в деревне Шалиграма, расположенной в нескольких километрах от станции Мудагачха, а позже, с позволения своего старшего брата, перебрался обратно в Амбика-калану. Старшего сына Гауридаса звали Баларамой, а младшего — Рагхунатхой. Сыновьями Рагхунатхи были Махеша Пандит и Говинда. Дочь Гауридасы Пандита звали Аннапурной.
В Амбика-калане находится храм Махапрабху-мандир, построенный заминдаром из Бардхамана. В этом храме хранится экземпляр «Бхагавад-гиты» на пальмовых листьях, собственноручно переписанный Чайтаньей. Перед храмом растёт тамариндовое дерево, под которым, по преданию, Гауридаса Пандит встретился с Чайтаньей. Там же находится весло, с которым связана одна история. Однажды Чайтанья и Нитьянанда плыли в Амбика-калану из Шантипура. Чайтанья взял с собой это весло и прибыв в дом Гауридаса, сказал ему, что этим веслом Гаридаса должен переплыть океан материального существования, забрав с собой все живые существа.
Перед тем как принять санньясу, Чайтанья пришёл в Амбика-калану, чтобы попрощаться с Гауридасой. Узнав о том, что он больше не увидится с Чайтаньей, Гауридаса начал просить Чайтанью и Нитьянанду остаться. Тогда Чайтанья подарил Гауридасу мурти Гаура-Нитая. Божества были сделаны в человеческий рост из дерева ним. Чайтанья и Нитьянанда наказали Гауридасу поклоняться этим мурти, так как они были неотличны от их самих. Но это не успокоило Гауридасу и он начал плакать. Тогда Чайтанья и Нитьянанда встали рядом с мурти Гаура-Нитая, приняв идентичную им форму. Они объявили Гауридасу, что останутся стоять там до тех пор, пока он не решит, каким именно божествам он хочет служить. Гауридаса приготовил им пышный пир, накормил всех четверых, предложил им красивые одежды и украсил их гирляндами из цветов лотоса. Вскоре он решил, кто из них останется с ним. Таким образом, одна из двух пар божеств осталась с Гауридасой, попросив его кормить их и поклоняться им, а двое других ушли в Пури.
Гауридаса Пандит служил Гаура-Нитаю исполняя все их желания и наслаждаясь многими играми с ними. Однажды Гаура-Нитай с улыбкой заговорили с ним и спросили его, помнил ли он те времена, когда они явились как Кришна и Баларама, а он — как их друг Субала. Вместе они играли и резвились на берегу Ямуны. Спросив это, божества приняли образы Кришны и Баларамы. Гауридас тоже вспомнил о своём прежнем воплощении и они вместе стали играть как пастушки́ Вриндаваны. Спустя некоторое время игра прекратилась и божества вновь встали на своё прежнее место.
Гауридаса был постоянно погружен в служение своим божествам, каждый день приготавливая для них большое количество блюд. Так прошло много лет и Гауридаса состарился. Однако, он как и раньше продолжал ежедневно готовить для своих божеств пышный пир. Видя его старание и стремление удовлетворить их, Гаура и Нитьянанда однажды притворно рассердились на него и отказались вкушать предложенную им пищу. Гауридаса Пандита это сильно обидело, и он заявил, что если им доставляет удовольствие голодать, то почему они заставляют кормить себя изысканной пищей. На это они ответили, что готовить такое количество риса и разнообразных овощей не так-то просто и им было жалко смотреть на тяжкий труд Гауридасы. Божества заявили, что они будут довольны всему, для приготовления чего Гауридасу не придётся прилагать такие большие усилия. С тех пор, Гауридаса Пандит стал готовить для них лишь простые блюда из небольшого количества овощей. Как-то раз Гауридаса решил украсить свои божества. Угадав его желание, Гаура-Нитай сами надели на себя различные украшения и предстали перед Гауридасой во всём своём великолепии.
Гауридаса Пандит умер во Вриндаване. На берегу реки Ямуны находится место, называемое Дхир-самир, где располагается его самадхи. Рядом с останками его тела до сих пор стоят его божества Шри Шри Шьяма-рая.